# SVT 2
SVT 2 er en søsterkanal til Sveriges Televisions hovedkanal SVT 1.
| Fjernsyn | Spire Denne artikel om en tv-kanal er en spire som bør udbygges. Du er velkommen til at hjælpe Wikipedia ved at udvide den. |